# غرقانة الثانية (الريف الغربي)
غرقانة الثانية (بالفارسية: غزاله دو) هي منطقة سكنية تقع في إيران في قسم الريف الغربي الريفي. يقدر عدد سكانها بـ 0 نسمة بحسب إحصاء 2016.